# Джеймстаун (тауншип, Миннесота)
Джеймстаун (англ. Jamestown) — тауншип в округе Блу-Эрт, Миннесота, США. На 2000 год его население составило 628 человек.

## География
По данным Бюро переписи населения США площадь тауншипа составляет 45,4 км², из которых 39,7 км² занимает суша, а 5,7 км² — вода (12,54 %).

## Демография
По данным переписи населения 2000 года здесь находились 628 человек, 231 домохозяйств и 182 семьи. Плотность населения — 15,8 чел./км². На территории тауншипа расположено 354 постройки со средней плотностью 8,9 построек на один квадратный километр. Расовый состав населения: 99,68 % белых и 0,32 % приходится на две или более других рас. Испанцы или латиноамериканцы любой расы составляли 0,64 % от популяции тауншипа.
Из 231 домохозяйств в 34,2 % воспитывались дети до 18 лет, в 72,7 % проживали супружеские пары, в 3,0 % проживали незамужние женщины и в 21,2 % домохозяйств проживали несемейные люди. 17,7 % домохозяйств состояли из одного человека, при том 6,1 % из — одиноких пожилых людей старше 65 лет. Средний размер домохозяйства — 2,72, а семьи — 3,09 человека.
26,3 % населения младше 18 лет, 6,5 % в возрасте от 18 до 24 лет, 25,3 % от 25 до 44, 30,4 % от 45 до 64 и 11,5 % старше 65 лет. Средний возраст — 40 лет. На каждые 100 женщин приходилось 103,2 мужчин. На каждые 100 женщин старше 18 приходилось 103,1 мужчин.
Средний годовой доход домохозяйства составлял 56 875 долларов, а средний годовой доход семьи — 62 188 долларов. Средний доход мужчин — 36 071 долларов, в то время как у женщин — 27 353. Доход на душу населения составил 26 014 долларов. За чертой бедности находились 2,8 % семей и 3,6 % всего населения тауншипа, из которых 2,5 % младше 18 лет.